# Evert Porila

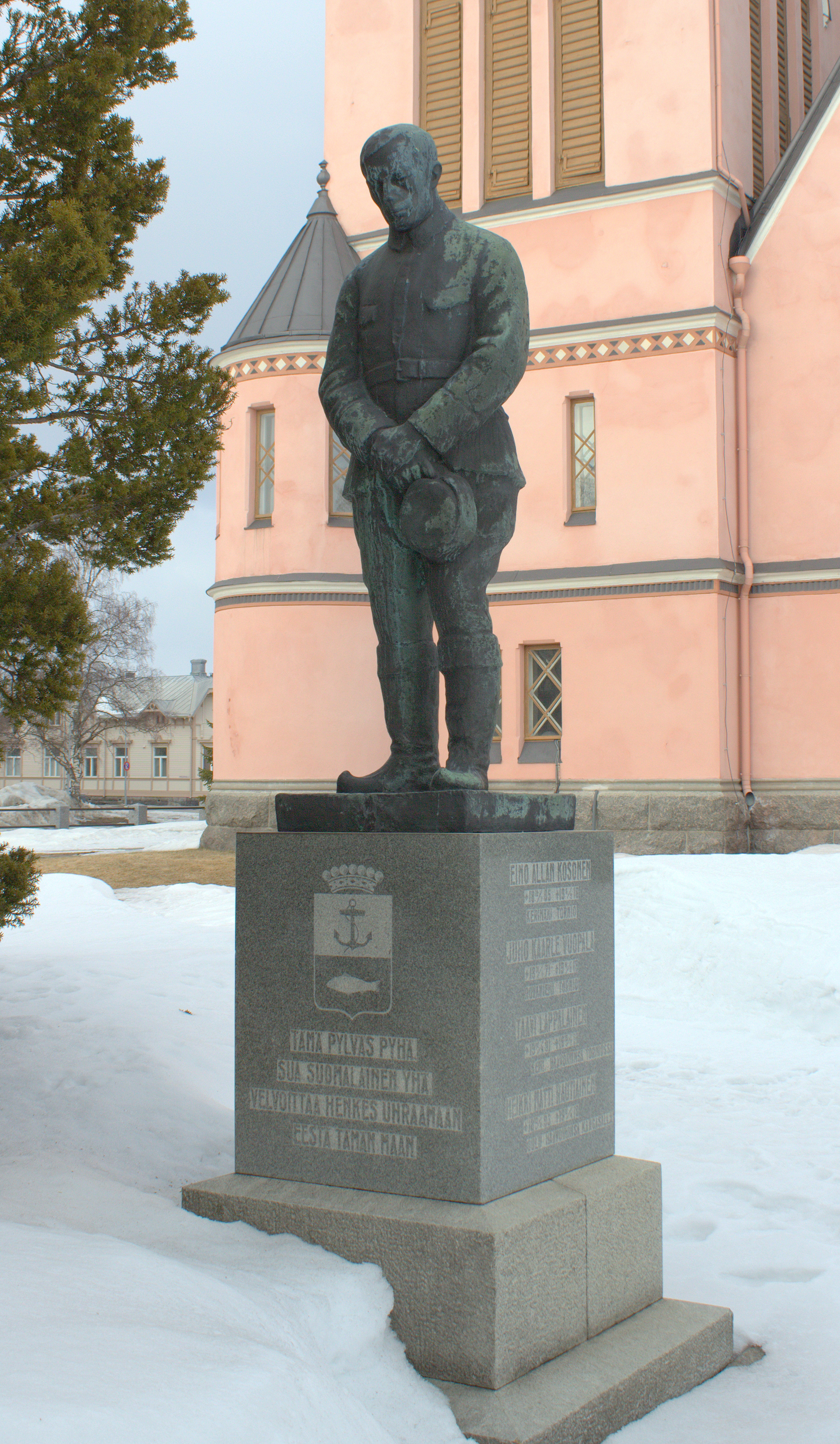
Bedjande soldat vid Kemi kyrka (1921).

Evert Martialis Porila, född 30 juni 1886 i Sääksmäki, död 1 april 1941 i Tammerfors, var en finländsk skulptör. 
Porila studerade 1905–1907 för Emil Wikström och besökte 1907–1909 Finska konstföreningens ritskola. Bland hans arbeten märks Myhrbergsstoden i Brahestad (1931), Mannerheimsstatyn (1939) i Tammerfors samt ett 30-tal krigargravsmonument.